# Менавла
Менавла, менавлий, menaulion, menavlion (греч. μεναύλιον или μέναυλα), menaulon или menavlon (μέναυλον), монавла (μοναύλια, μοναύλα) — тяжёлое копьё длиной от 2.7 до 3.6 метров с толстым древком, используемое византийской пехотой с начала X века, против вражеской тяжёлой кавалерии. Для увеличения силы оружия при его изготовлении использовали цельные стволы дуба или кизила, также оно обладало длинным лезвием — 45-50 см.
Его использование засвидетельствовано императором Никифором II Фокой в трактате Praecepta Militaria, Никифором Ураном и Львом IV Мудрым в их руководствах — Taktika. Менаулион описан в трактате второй половины X столетия, известном как Sylloge Tacticorum или Неизданная тактика Льва. Воины, нёсшие menaulia (menaulatoi), были развернуты позади линии фронта и должны были выдвигаться вперёд против вражеской кавалерийской атаки. Они выстраивались в тонкую линию перед первой линией фронта. По другой версии, они выстраивались на флангах пехоты вместе с копьеносцами, для атаки на фланги атакующего врага. Они также развертывались в интервалах между тяжелой пехотой наряду с легкой. В лагерях они располагались в выходах.
В своем трактате «О церемониях» (De Ceremoniis), император Константин VII приказывает начать производство различных видов менавл.